# Рагимли, Семра
Семра Рагимли (азерб. Səmra Rəhimli; также просто Самра (азерб. Səmra); род. 20 октября 1994 года) — азербайджанская певица. В 2016 году представила Азербайджан на Евровидении 2016 в Стокгольме с песней «Miracle» и заняла 17 место в финале. Участница двух вокальных проектов — «O Ses Türkiye» (Голос Турции) и «Səs Azerbaycan» (Голос Азербайджана).
Заняла 3 место на национальном отборе на конкурс Евровидение 2012.

## Евровидение 2016

### Отбор на конкурс
10 марта 2016 Общественное телевидение Азербайджана (ITV) официально объявило о том, что Семра Рагимли будет представлять Азербайджан на конкурсе песни «Евровидение 2016».
Говоря о подробностях выбора Семры и её песни, ITV  отметило, что певица и композиция были выбраны на основе закрытого голосования, проведённого каналом на специальном совещании, а также опроса более 100 музыкальных экспертов и фанатов «Евровидения» из более чем 35 стран Европы.

### Песня
На первом полуфинале конкурса «Евровидения 2016», которое прошло 10 мая 2016 года в Стокгольме, Семра Рагимли выступила с песней «Miracle», написанной командой шведских авторов, состоящей из Амира Али (Amir Aly), Джекки Эриксона (Jakke «T.I Jakke» Erixson) и Хенрика Викстрема (Henrik Wikström).
Как сказала сама Семра: «Песня „Miracle“ — это гимн сильной и храброй девушки и что она вдохновит тех, кто потерял свою любовь и поможет им принять правильное решение и двигаться вперед. Пусть и для меня она станет настоящим чудом».

## Дискография

### Синглы
| Год  | Название               | Альбом |
| ---- | ---------------------- | ------ |
| 2015 | «O Sevir»              | TBA    |
| 2016 | «Miracle»              | TBA    |
| 2017 | «Badminton»            | TBA    |
| 2017 | «Ters Gedir»           | TBA    |
| 2018 | «Hypnotized»           | TBA    |
| 2018 | «Пиджак»               | TBA    |
| 2019 | «ARMAS»                | TBA    |
| 2020 | «Queen»                | TBA    |
| 2020 | «Online»               | TBA    |
| 2020 | «Şuşa, Biz Qayıtmışıq» | TBA    |
| 2021 | «Biri Yox, Biri Var»   | TBA    |
| 2021 | «Göz»                  | TBA    |
| 2021 | «AZN»                  | TBA    |
| 2021 | «Ad Günü»              | TBA    |